# Roanoke Building

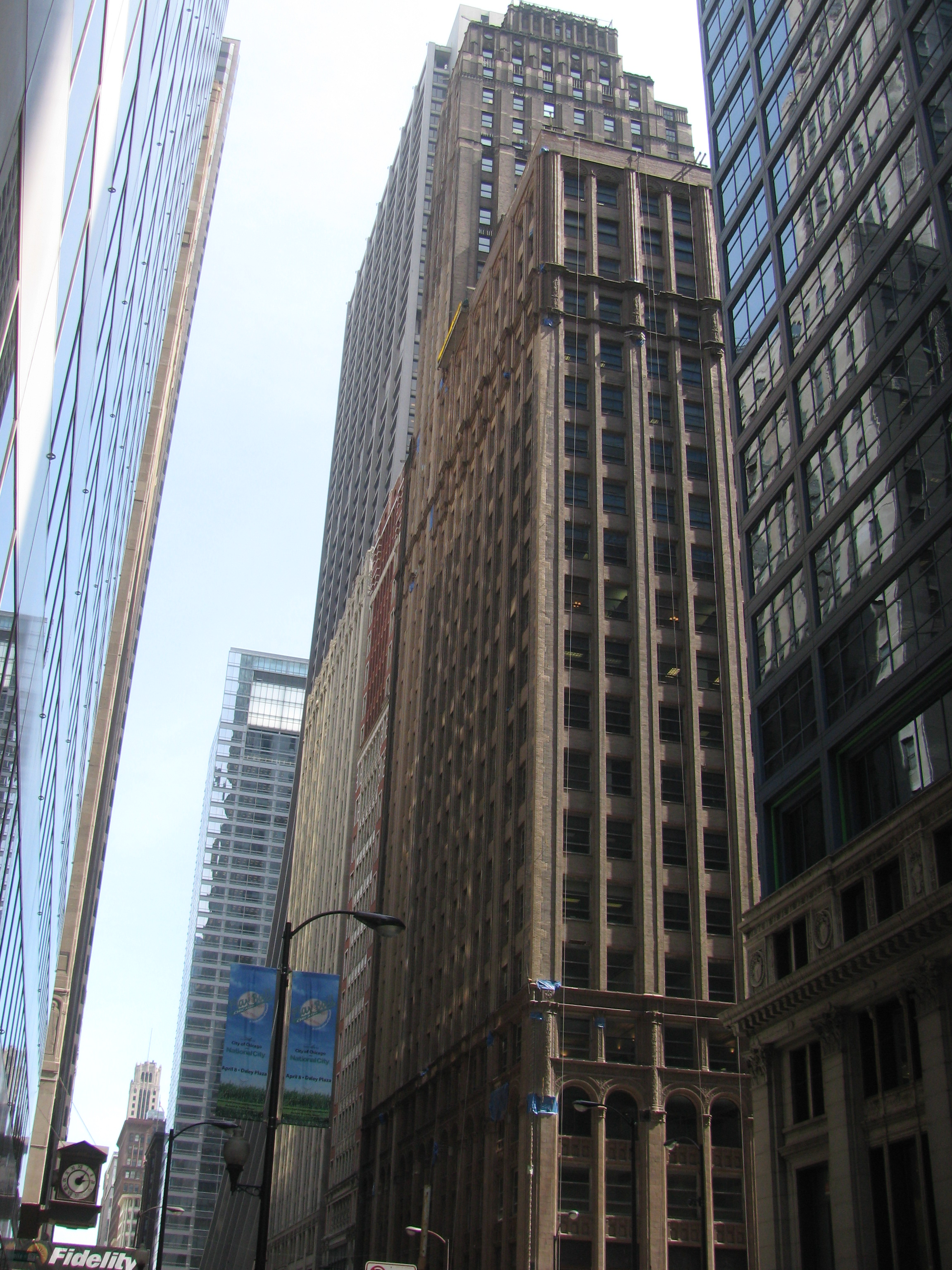
O prédio Roanoke

11 South LaSalle Street Building ou Eleven South LaSalle Street Building (formalmente Roanoke Building and Tower e originalmente Lumber Exchange Building and Tower Addition ou simplesmente Roanoke Building e Lumber Exchange Building) é uma construção Chicago Landmarks que está listada no Registro Nacional de Lugares Históricos , localizada na 11 South LaSalle Street na área comunitária de Loop de Chicago, Illinois, Estados Unidos. Esta localidade situa-se no extremo sudeste de LaSalle and Madison Street em Cook Country, Illinois ao longo de Madison Street do edifício One North LaSalle. A construção ocupa um lugar de um antigo edifício Roanoke (outrora conhecido por Major Block 2) que serviu como local do Serviço Nacional de Meteorologia dos Estados Unidos sobre a Previsão do Tempo, tendo sido substituído após o Grande Incêndio de Chicago. O edifício atual ocupa a fachada de outros prédios a leste do então local do Major Block 2.